# Sybra javana
Sybra javana là một loài bọ cánh cứng trong họ Cerambycidae.